# Azokupplung
Die Azokupplung ist eine elektrophile aromatische Substitutionsreaktion, bei der Aryldiazoniumsalze (Diazo-Komponente) mit aktivierten Aromaten (=Kupplungs-Komponente), β-Dicarbonyl-Verbindungen, Pyrazolen und 2-Pyridinonen umgesetzt („gekuppelt“) werden. Aufgrund der nur geringen Elektrophilie des Diazonium-Ions kann die Kupplung erst als Zweit-Substitution bei einem starken +M-Erstsubstituenten erfolgen und dies durch den +M-Effekt bevorzugt in para-Stellung.
Allgemeine Reaktionsgleichung:
{\displaystyle {\ce {Ar-N#N^+X^- + H-Ar' -> Ar-N=N-Ar' + HX}}}
wobei X− meist Cl− ist.
Azokupplungen werden im Temperaturbereich von 0 °C bis 5 °C durchgeführt, da die eingesetzten Diazoniumsalze bei höheren Temperaturen schneller Zersetzung unterliegen. Es wird je nach Edukt im schwach sauren bis mäßig basischen Bereich gearbeitet.
Charakteristisch für diese Reaktion ist die Bildung einer Azo-Bindung (Ar-N=N–Ar', Derivate des Diazens, H–N=N–H). Die entstehenden Azoverbindungen haben im Bereich des sichtbaren Lichtes ausgeprägte Absorptionsbanden und sind daher Farbstoffe. Viele von ihnen finden als sogenannte Azofarbstoffe vielseitige Verwendung.

## Reaktionsmechanismus
Nachfolgend wird die Azokupplung am Beispiel der Umsetzung von N,N-Dimethylanilin als aktiviertem Aromat mit  diazotiertem Anilin dargestellt:

So entsteht der Farbstoff Buttergelb.